# Domenico Ghirlandaio

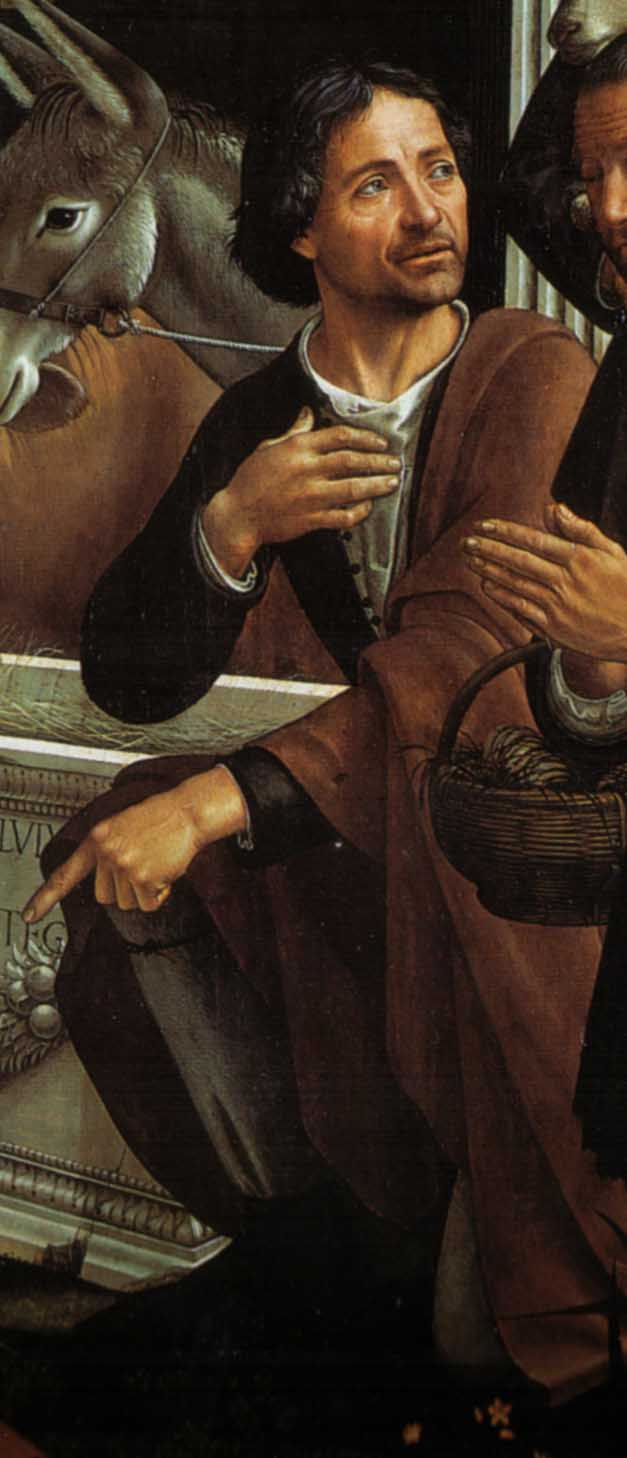
Domenico Ghirlandaio (autoportret) (detaliu din tabloul "Adorazione dei pastori")

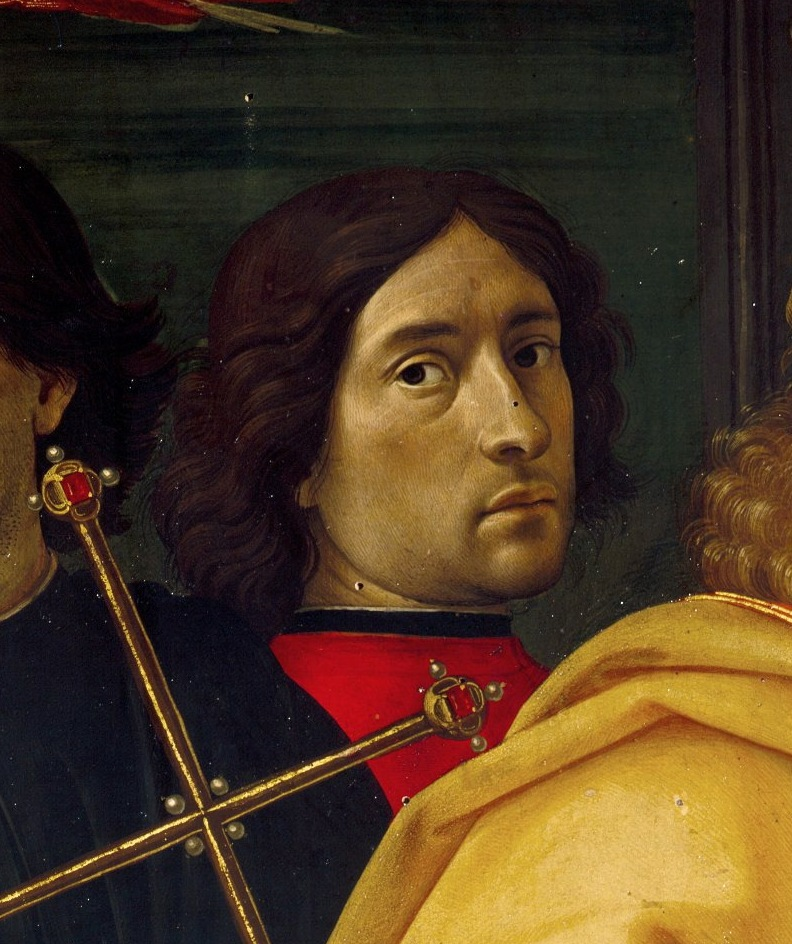
Domenico Ghirlandaio, posibil autoportret din Adoraţia magilor, 1488

Domenico Ghirlandaio (n. 2 iunie 1448, Florența, Republica Florentină – d. 11 ianuarie 1494, Florența, Republica Florentină) a fost un pictor italian renascentist, reprezentant al Școlii florentine (a aparținut celei de-a treia generații a acestei școli).
A fost contemporan cu Botticelli, Verrocchio și Filippino Lippi și a avut ca discipol pe Michelangelo.
Doi dintre frații săi Benedetto Ghirlandaio (1458 - 1497), David Ghirlandaio (1452 - 1525), ca și nepotul, Ridolfo del Ghirlandaio (1483 - 1561) au fost de asemenea pictori.

## Biografie
Cele mai multe informații despre viața marelui pictor provin din lucrarea "Viețile celor mai renumiți arhitecți, pictori și sculptori italiani, de la Cimabue până în timpurile noastre" a lui Giorgio Vasari.

### Tinerețea
S-a născut în 1449 la Florența, numele său complet fiind Domenico di Tommaso di Currado di Doffo Bigordi.
Tatăl, Tommaso Bigordi, era negustor de mătăsuri și mărunțișuri.
Ghirlandaio a fost cel mai mare din cei șase copii din prima căsătorie a tatălui.
O soră de-a sa, din cea de-a doua căsătorie a tatălui, a fost soția pictorului Sebastiano Mainardi.
Domenico deprinde încă din copilărie meseria de orfevrar, pe care o avea și tatăl său, care inventase un tip de bijuterie sub formă de ghirlandă, de unde și numele Ghirlandaio.
În magazinul-atelier al tatălui, Domenico mai executa și portrete ale trecătorilor, iar de la Alesso Baldovinetti învață arta picturii și mozaicului.

### Primele lucrări
În 1472 Girlandaio se înscrie la Compagna di San Luca (astăzi devenită Accademia di belle arti di Firenze), unde își desăvârșește pregătirea artistică.
Prima sa lucrare este o frescă ce decorează bazilica Pieve di Sant'Andrea din orășelul Sesto Fiorentino din provincia Florența și intitulată Sfinții Ieronim, Barbara și Antonie cel Mare ("Santi Girolamo, Barbara e Antonio Abate").
Pictura decorează o nișă semicirculară.
Cei trei sunt reprezentați prin culori vii, frumos armonizate, amintind de stilul lui Domenico Veneziano.
Sfântul Ieronim atrage atenția prin anatomia reprezentării, care evocă forța plastică a lui Andrea del Castagno. Nu sunt neglijate nici detaliile de fond ale lucrării, care prin modul de aranjare creează iluzia spațialității.

## Cappella di Santa Fina
Prima sa mare lucrare în care își manifestă cu adevărat personalitatea a fost decorarea capelei dedicată sfintei Fina, patroană spirituală a orășelului San Gimignano.
Au fost cooptați artiști florentini de valoare ca: arhitectul Giuliano da Maiano, fratele său, sculptorul Benedettoo, iar partea de pictură revenind lui Ghirlandaio.

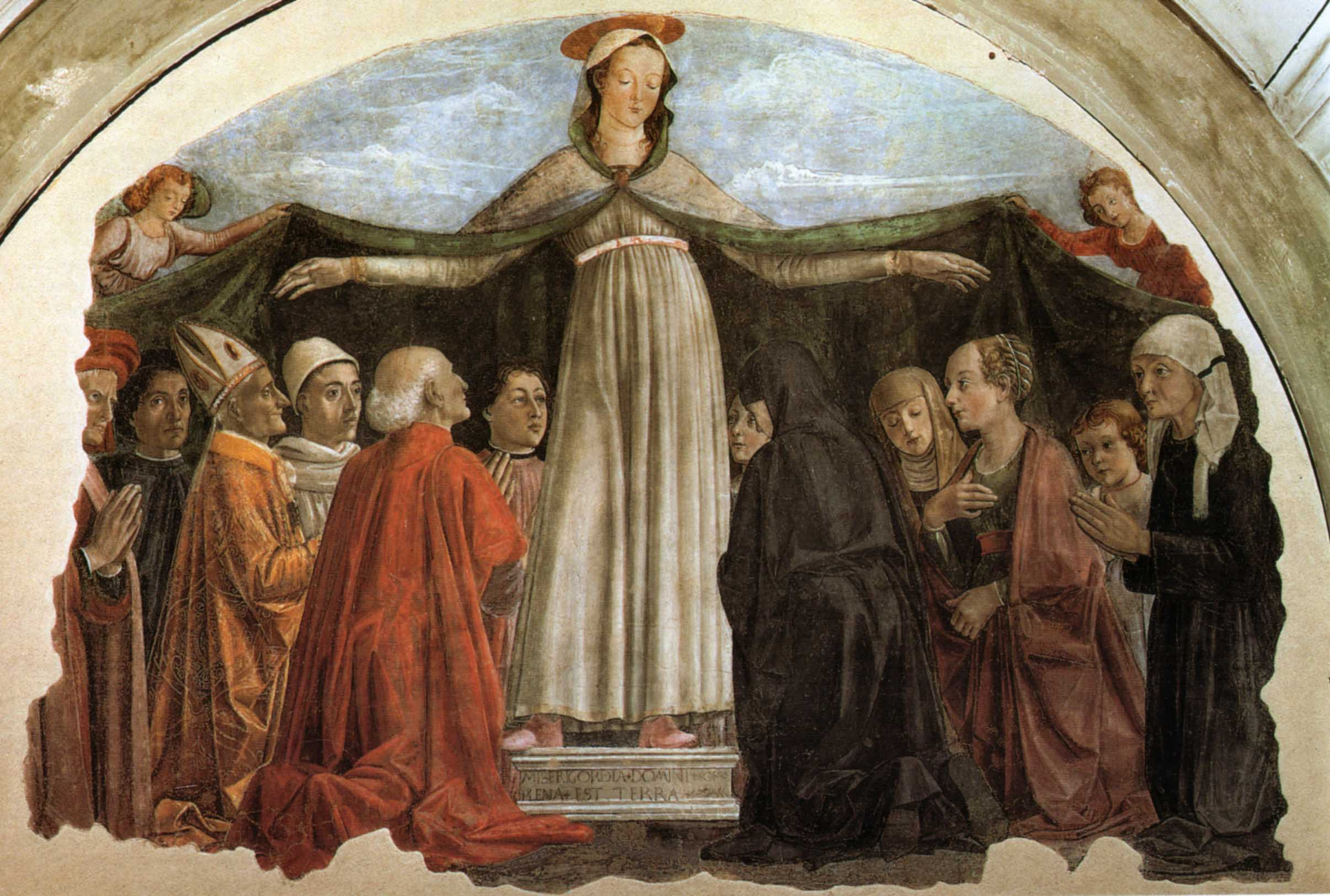
Madonna della Misericordia, Biserica Ognissanti din Florența (1472)

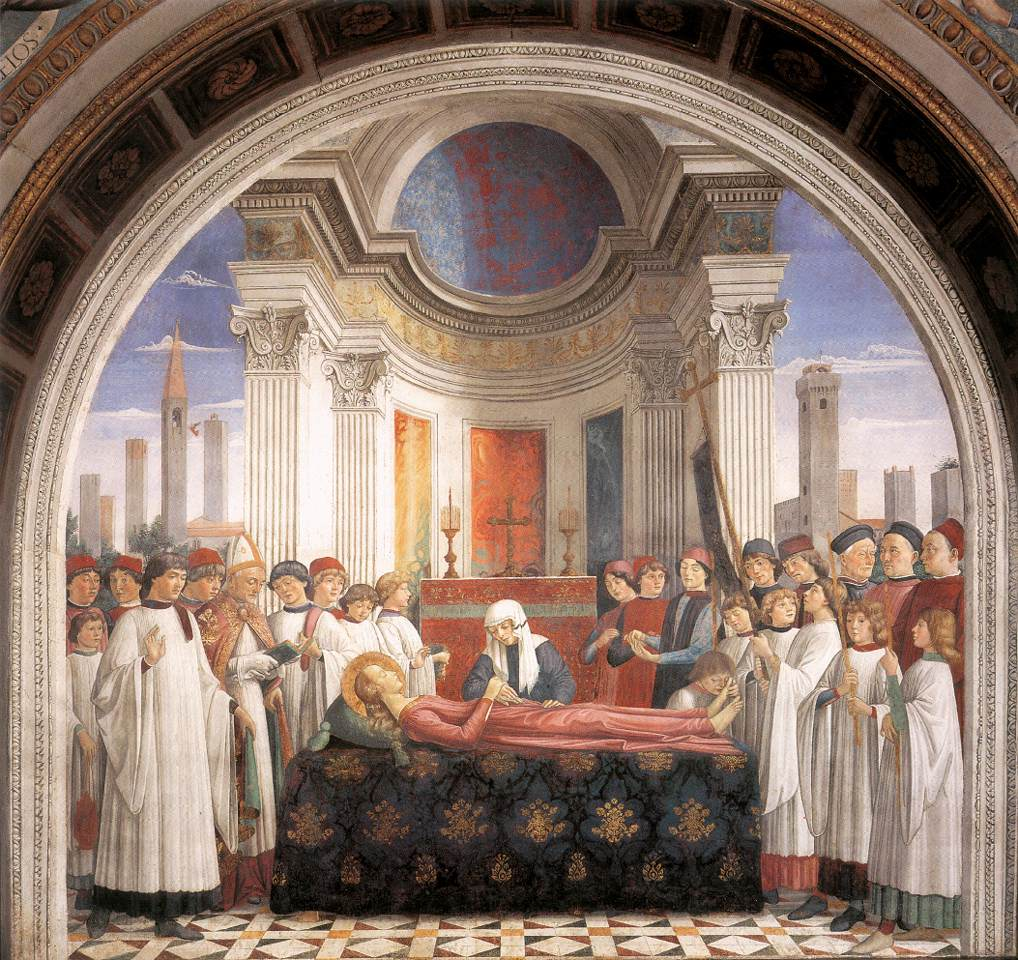
Funeraliile sfintei Fina, lucrare datată în 1475

Astfel, în lucrarea Funeraliile sfintei Fina ("Esequie di santa Fina"), figurile umane sunt tratate cu multă naturalețe.
Unele din personaje au în privire ceva ce le detașează de dramatismul scenei, sentimentul de emoție fiind disimulat în seninătate și monumentalitate.
Printre oamenii reprezentați trebuia să fie prezenți și cei de vază care au finanțat întregul ansamblu artistic.
Aceeași grandoare este vizibilă și în Vestirea morții sfintei Fina ("Annuncio della morte di santa Fina").
La San Gimignano, Ghirlandaio îl cunoaște pe viitorul său cumnat, Sebastiano Mainardi, care îi devine colaborator.
O altă destinație a lucrărilor lui Ghirlandaio este Abația Sf. Arhanghel Mihail din Passignano. Aici, în 1476, realizează o scenă de tip cenaculum (cenacol, cenaclu), care este prima dintr-o serie de trei astfel de lucrări.

## Opere
- 1470 - 1475: Madona cu pruncul ("Madonna col Bambino"), tempera aurită pe plafon, 70,8x48,9 cm, National Gallery of Art, Washington
- 1471 - 1472: Sfinții Ieronim, Barbara și Antonie cel Mare ("Santi Girolamo, Barbara e Antonio Abate"), frescă, Cercina (Sesto Fiorentino), pieve di Sant'Andrea
- 1472: Madonna della Misericordia e Pietà, frescă, Biserica Ognissanti din Florența
- 1473: Santa Barbara con suo padre sconfitto e un donatore, ulei pe lemn, 68x47 cm, colecție privată.